# 本田实
本田實（日语：／ Honda Minoru，1913年2月26日—1990年8月26日）是一位日本業餘天文學家，一生中發現了12顆彗星和11顆新星。

## 生平
本田實出生於鳥取縣八津郡八津村（現為八津町）。1923年左右（當時他10歲），本田實開始注意到家鄉星空的美麗，用自己攢下的錢買了一支口徑為28毫米、焦距25毫米的拉姆斯登目鏡。
1930年左右，他讀到東京天文台神田茂的著作《彗星的故事》後，決定發現彗星。1932年，他在金星附近發現了一顆似乎是彗星的天體，隨後向京都大學花山天文台報告，卻收到的一張明信片指出它「可能只是鬼影」。以此為契機，他在天文台台長山本一清的指導下觀測了日食和黃道光。1940年，他在黃道光天文台（當時位於廣島縣福山市）發現了第一顆彗星—岡林·本田彗星。從1941年起，他在岡山縣倉敷市中心的日本第一座私人天文台倉敷天文台工作。
即使在戰爭期間，本田實在沒有星圖的馬來半島持續尋找彗星，並將資料從新加坡發送到東京天文台，雖然後來確定它不是一顆新彗星，而是周期彗星葛里格-斯傑勒魯普彗星。本田實妻子慧也因為此事得知他的下落。
1941年，他在滿洲從軍時寄了明信片給滋賀縣田上天文台的山本一清，描述說：「我計算出昴宿星團其實有27顆恆星。」
隨著倉敷市變得越來越明亮，發現新的天體變得越來越困難，本田實四處尋找黑暗的天空、1981年，在加代町（現在的吉備中央町）自費建造天文台，被命名為「星尋山莊」。1990年8月26日，他在倉敷天文台去世，當時他完成第1453次觀測僅僅兩天。

## 發現天體
| C/1940 S1 岡林・本田彗星       | 1940年10月3日  |
| C/1941 B1 本田彗星             | 1941年1月21日  |
| C/1947 V1 本田彗星             | 1947年11月13日 |
| C/1948 L1 本田・貝爾納柯斯彗星 | 1948年6月2日   |
| 本田-姆爾科斯-帕伊杜莎科娃彗星 | 1948年12月5日  |
| C/1953 G1 姆爾科斯・本田彗星   | 1953年4月12日  |
| C/1955 O1 本田彗星             | 1955年7月28日  |
| C/1962 H1 本田彗星             | 1962年4月28日  |
| C/1964 L1 富田・格柏・本田彗星 | 1964年6月9日   |
| C/1968 H1 多胡・本田・山本彗星 | 1968年4月30日  |
| C/1968 N1 本田彗星             | 1968年7月6日   |
| C/1968 Q2 本田彗星             | 1968年8月30日  |

| 巨蛇座FH星    | 1970年2月13日  |
| 天鷹座V1229星 | 1970年4月14日  |
| 天鵝座V1500星 | 1975年8月29日  |
| 巨蛇座LW星    | 1978年5月12日  |
| 狐狸座PU星    | 1978年8月21日  |
| 人馬座V4065星 | 1980年10月28日 |
| 南冕座V693星  | 1981年4月2日   |
| 天鷹座V1370星 | 1982年1月27日  |
| 人馬座V4077星 | 1982年10月4日  |
| 天鷹座V1378星 | 1984年12月2日  |
| 武仙座V827星  | 1987年1月25日  |

## 榮譽
- 本田實曾獲得矢東町名譽市民第1號[8]。
- 1976年獲得日本天文學會神田茂紀念獎[9]。
- 1985年獲得第19屆吉川英治獎。
- 1987年獲得法國天文學會成立100週年紀念獎[10]。